# Покровский бульвар
Покро́вский бульвар — бульвар в Басманном районе Центральном административном округе города Москвы. Назван по улице Покровка и Покровским воротам Белого города.
Проходит от Хохловской площади (Хохловского переулка) на севере до улицы Воронцово Поле (Яузского бульвара) на юге. Нумерация домов ведётся от площади Покровские Ворота, захватывая дома по внешним сторонам Хохловской площади, но не включая торцевые здания б. Покровских гостиниц.
На бульвар выходят переулки: с внутренней стороны — Хохловский, Большой Трёхсвятительский, Малый Трёхсвятительский, Подколокольный; с внешней — Казарменный и Дурасовский. По бульвару проложена трамвайная линия, используемая маршрутами А, 3, 39.

## История
Местности вдоль стены Белого города активно заселялись в XVII века — украинскими выходцами в районе Хохловской площади, царскими шатерничими (барашами) к югу от неё. В XVIII веке земли перешли в руки высшей знати — Кантемиров, Ромодановских, Щербатовых, Дурново и других. Стена Белого города была снесена ещё в 1760 году, а бульвар устроен только в 1820-х годах, когда пожар 1812 года расчистил пространство бульваров от стихийной застройки.
Крупнейшая постройка бульвара, Покровские казармы, — детище Павла I, предложившего городскому населению освобождение от тягот постойной повинности в обмен на добровольное финансирование строительства казарм. По смете 1800 года только в Москве на их устройство требовалось 2,5 млн рублей, однако собрать удалось не более полумиллиона. На эти деньги в 1801 году был выстроен единственный корпус для мушкетёрного батальона (семь рот Навашинского полка) у Покровских ворот, а современное здание казарм на его месте выстроено в 1830-х годах.
Во исполнение высочайшия воли благочестивейшего великого государя Павла Первого, императора и самодержца Всероссийского, усердием московских дворян и жителей во основании казарм для войск второй инспекции построен 1798 года июля 7-го в царствование его величества во второе лето высокопоставленным разных орденов кавалером светлейшим князем Александром Андреевичем Безбородкой корпус, занимающий длину 94 сажен, в ширину 61 сажен (закладная доска Покровских казарм)
Нынешний Покровский бульвар состоит из двух частей, разрезанных проездом против Казарменного переулка. Бульвар к северу от этого проезда возник только после Великой Отечественной войны, а ранее от Хохловской площади до Казарменного переулка тянулся открытый плац Покровских казарм. До 1891 года, когда был устроен узкий проезд по внешней стороне нынешнего бульвара, плац примыкал непосредственно к зданию казарм, а Покровский бульвар связывался с Хохловской площадью узким проездом по внутренней стороне.

## Примечательные здания и сооружения

### По нечётной стороне
- № 1/28, стр. 1 — жилой дом НКВД (1936, архитекторы Лазарь Чериковер, Борис Миних). Строительство углового дома обозначило новые красные линии перекрёстка с Покровкой — в соответствии с Генеральным планом реконструкции Москвы часть застройки правой стороны Покровки планировали снести для прокладки «Сталинской магистрали» в Лефортово и Измайлово, а новые дома строить в одну линию с угловым фасадом жилого дома НКВД[1][2].
- № 3, 3/1 — Покровские казармы (1800—1830-е). Восстановлены после пожара 1812 года по проекту Доменико Жилярди.
- № 5/2 — Таганская телефонная станция, постройка позднего московского конструктивизма (1929, архитектор Василий Мартынович). В феврале 2016 года департамент Мосгорнаследия отказал в присвоении зданию статуса памятника. Девелоперы (компания «Лидер-Инвест» и «Рент-Недвижимость», принадлежащая АФК «Система» бизнесмена Владимира Евтушенкова) решили снести станцию, а на её месте начать строительство стоимостью 1,3 млрд рублей. Проект будущего элитного жилого здания на 45 апартаментов выполнила Александра Кузьмина из бюро «Мезонпроект». Несмотря на протесты горожан, в апреле 2016 года около здания были вырублены деревья, к концу мая станция была снесена [3]. Сейчас здесь расположено жилое здание.
- № 7 — усадьба Крестовниковыx-Найдёновых, полностью перестроена в 1960-х годах. Здание занимает Посольство Ирана в России.
- № 9 — усадьба Крестовниковых.
- № 9/1 — доходный дом Крестовниковых (1877, архитектор Николай Марфин).
- № 11 — дом Дурасовых с двумя воротами и оградой, архитектор Матвей Казаков. Одно из лучших произведений зрелого классицизма в Москве конца XVIII века. С 1932 года здесь располагалась Военно-инженерная академия[4]. В 2006 году здание передано в ведение Министерства экономического развития России и Высшей школы экономики.
- № 11/1, строения 2Е, 2Г — Учебно-лабораторный корпус Военно-промышленной академии (1931, архитекторы Л. Круглов, М. Шнайдер, М. Смирнов; 1950-е)[5], ныне — Высшая школа экономики.

### По чётной стороне
- № 2/14 — комплекс домов XVIII—XX веков.
- № 4/17 — доходное владение Е. Г. Оловяшниковой.
  - № 4/17, стр. 1 — доходный дом (1913, архитектор Сергей Воскресенский), ныне принадлежит Главному управлению по обслуживанию дипломатического корпуса при МИД России.
  - № 4/17, стр. 3 — складское помещение (1901, архитектор Дмитрий Виноградов; 1990-е годы). В доме 4/17, стр. 5 редакция журнала «Русский язык в школе».
  - № 4/17, стр. 4б — складское помещение — административное здание (1864; начало XX века; 1980—1990-е годы).
- № 6/20, стр. 8 — доходное владение Медынцевых.
  - № 6/20, стр. 1 — доходный дом (1867, архитектор Василий Карнеев).
  - № 6/20, стр. 2 — доходный дом (1878, архитектор Дмитрий Певницкий).
  - № 8, стр. 1 — жилой дом А. Ф. Медынцевой (1880, архитектор Дмитрий Певницкий; 1893, архитектор Флегонт Воскресенский). Здесь размещалась женская гимназия Виноградской; в квартире № 8 в 1895—1923 годах жил и работал художник-передвижник Алексей Степанов.
  - № 8, стр. 3 — доходный дом (2-я половина XVIII века (?); 1880-е годы, архитектор Флегонт Воскресенский; 1930-е годы).
  - № 8, стр. 3 — хозяйственное строение (1880, архитектор Дмитрий Певницкий; 1910, архитектор Дмитрий Зверев).
- № 10 — Милютинский сад (до 1917 года — сад Межевой канцелярии).
- № 12 — дом Ю. Т. Крестовниковой (сестры Саввы Морозова). Перестроен в 1870-х годах архитектором Владимиром Гамбурцевым; вновь перестроен в 1903 году по проекту архитектора Петра Дриттенпрейса. В 1870-е годы во флигеле дома жил художник И. Левитан. В июле 1918 года особняк был штабом восстания левых эсеров[6]. В советский период в здании находилась прокуратура, затем — Центральный окружной отдел государственной статистики[7].
- № 14/5 — в доме жила Ирина Антонова, установлена мемориальная доска[8]. По Писцовой книге Москвы 1738 года здесь, на углу улицы вдоль Белого Города (будущего бульвара) и переулка ко двору Нарбековых (дома 14/5 и 14/6), находилась усадьба полковника Ивана Михайловича Орлова (в 1767 г. — клинского предводителя дворянства). 
В советское время — Дом ВСНХ («Второй дом Совнархоза»; 1930, архитектор Василий Мартынович). Здесь в квартире № 62 с осени 1940 по август 1941 года снимала у учёного Шукста 14-метровую комнату Марина Цветаева. Отсюда она с сыном была эвакуирована в Елабугу, где и закончила жизнь. Здесь также жили государственные и партийные деятели Алексей Бадаев[9], Александр Муралов, Сергей Сырцов. 
Согласно базам данных правозащитного общества «Мемориал», в годы сталинских репрессий по меньшей мере 26 жильцов Дома ВСНХ, среди которых был руководящий состав различных наркоматов, в том числе начальники главных управлений и заместители наркомов, по приговорам ВКВС СССР были казнены путём расстрела[10].
 В октябре 2016 года на фасаде дома ВСНХ были установлены мемориальные знаки «Последний адрес» агронома Григория Алексеевича Кардыша и юриста Евгения Брониславовича Пашуканиса[11]. В сентябре 2017 года были установлены ещё два знака: «Последний адрес» Александра Львовича Курса и Владимира Александровича Усиевича[12].
- № 14/6 — доходный дом Ю. Т. Крестовниковой (1913, архитектор Иван Герман)[13].
- № 16/10,  ЦГФО — доходный дом (1894, архитектор Василий Барков).
- № 16-18 — городская усадьба Ф. А. Толстого — Карзинкиных (XVIII—XIX века, перестроена в 1895 году архитектором Василием Барковым).

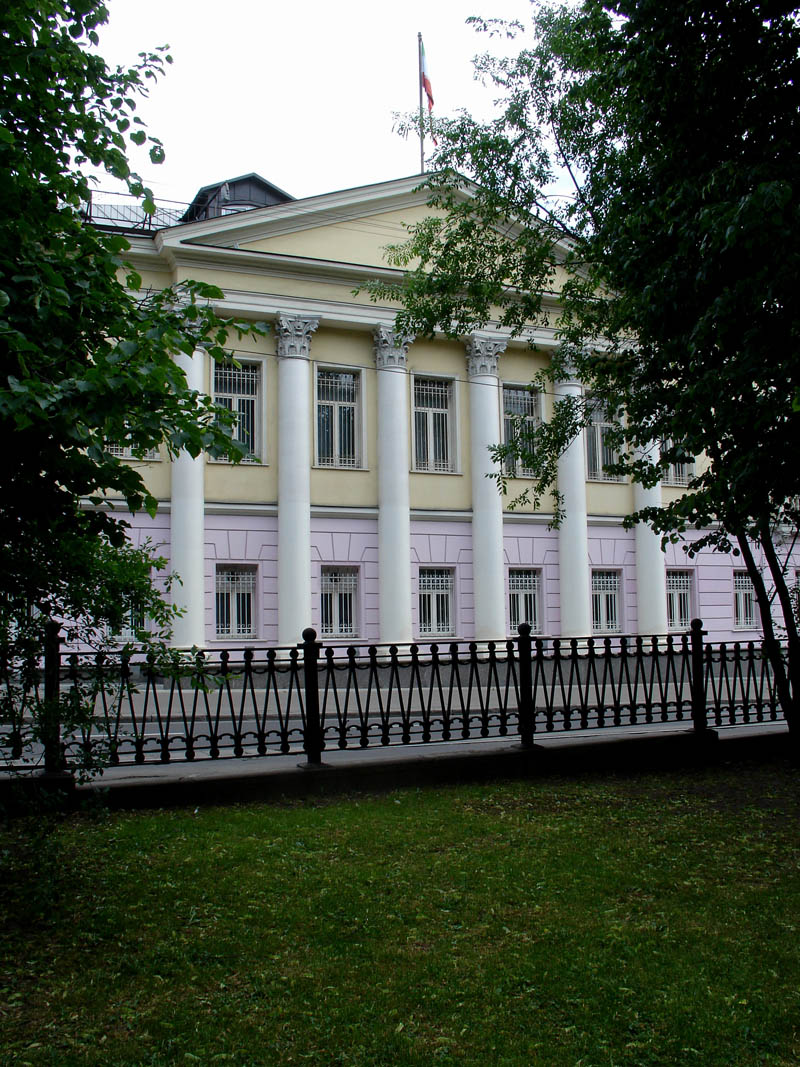
№ 7, усадьба Крестовниковыx-Найдёновых
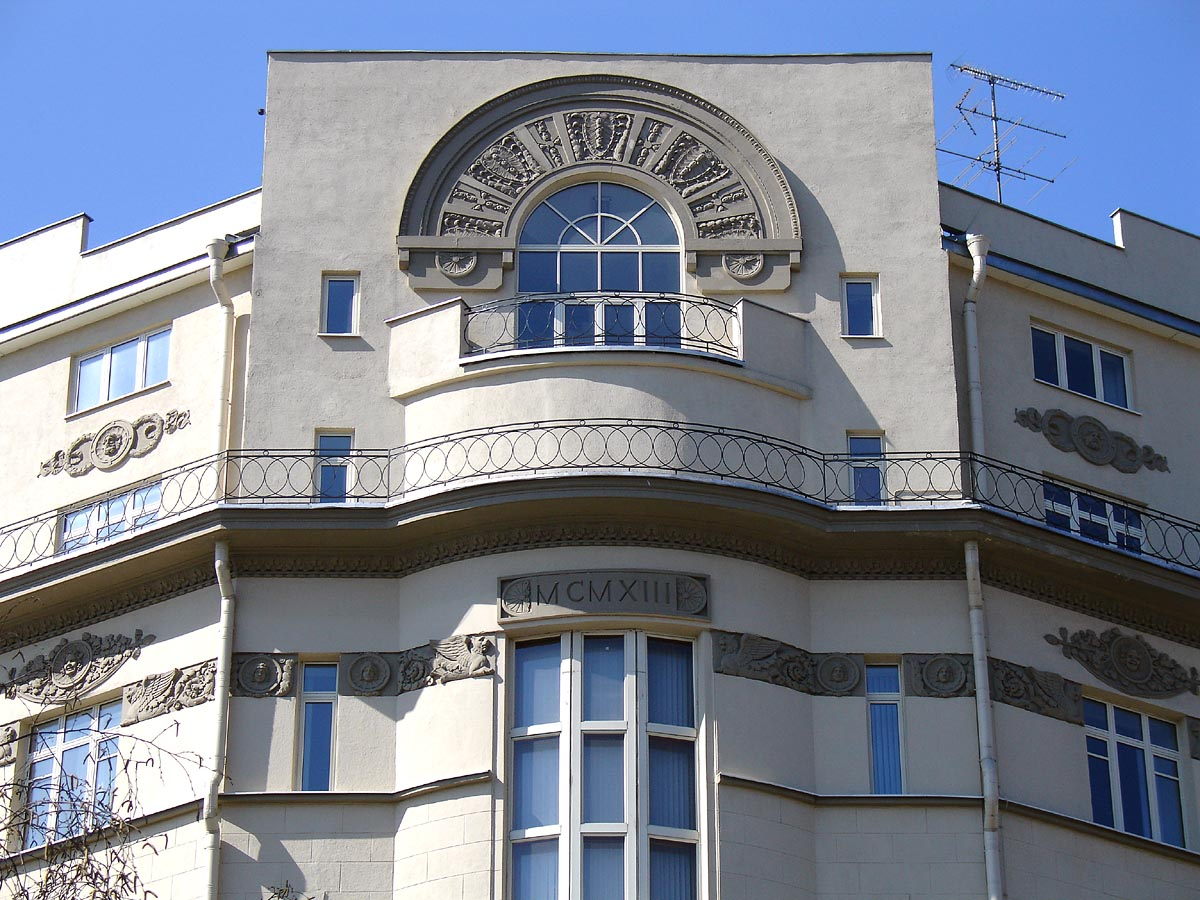
№ 4/17, доходный дом Е. Г. Оловяшниковой (арх. Сергей Воскресенский, 1913)
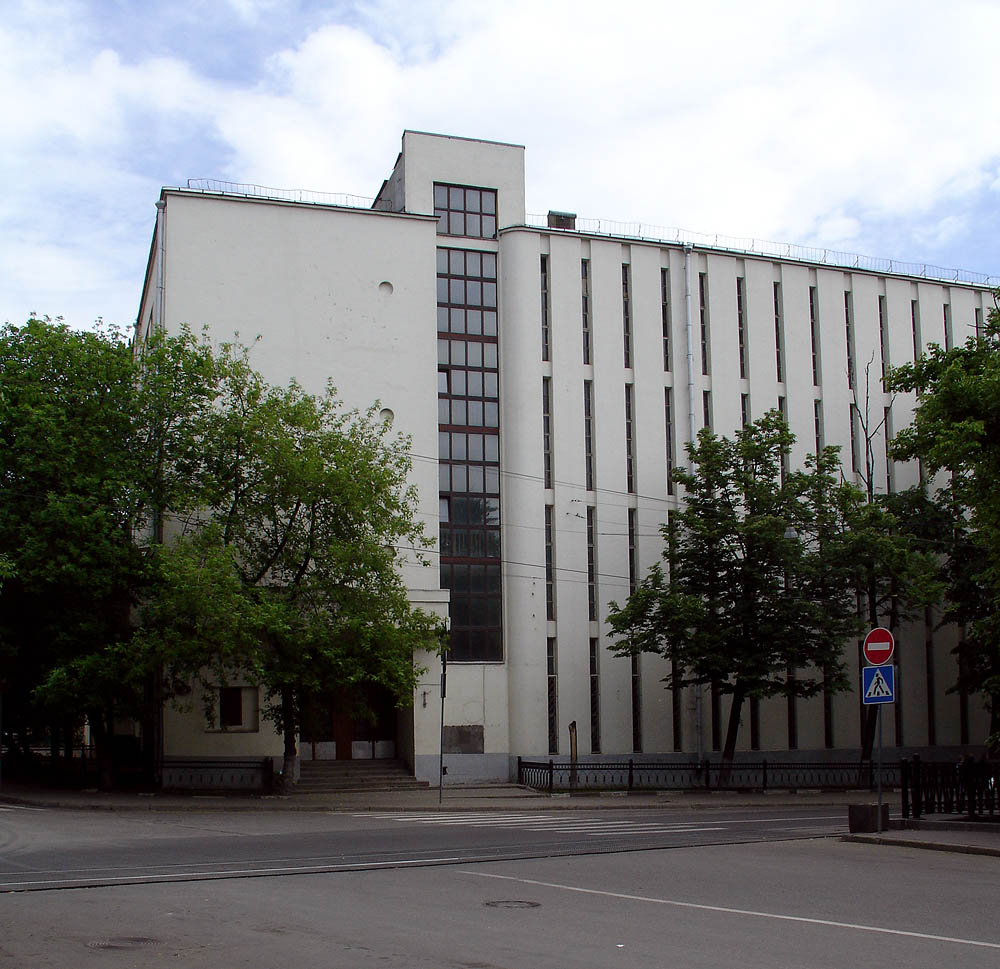
№ 5/2, Таганская телефонная станция (арх. Василий Мартынович, 1929). Снесено в 2016 году.
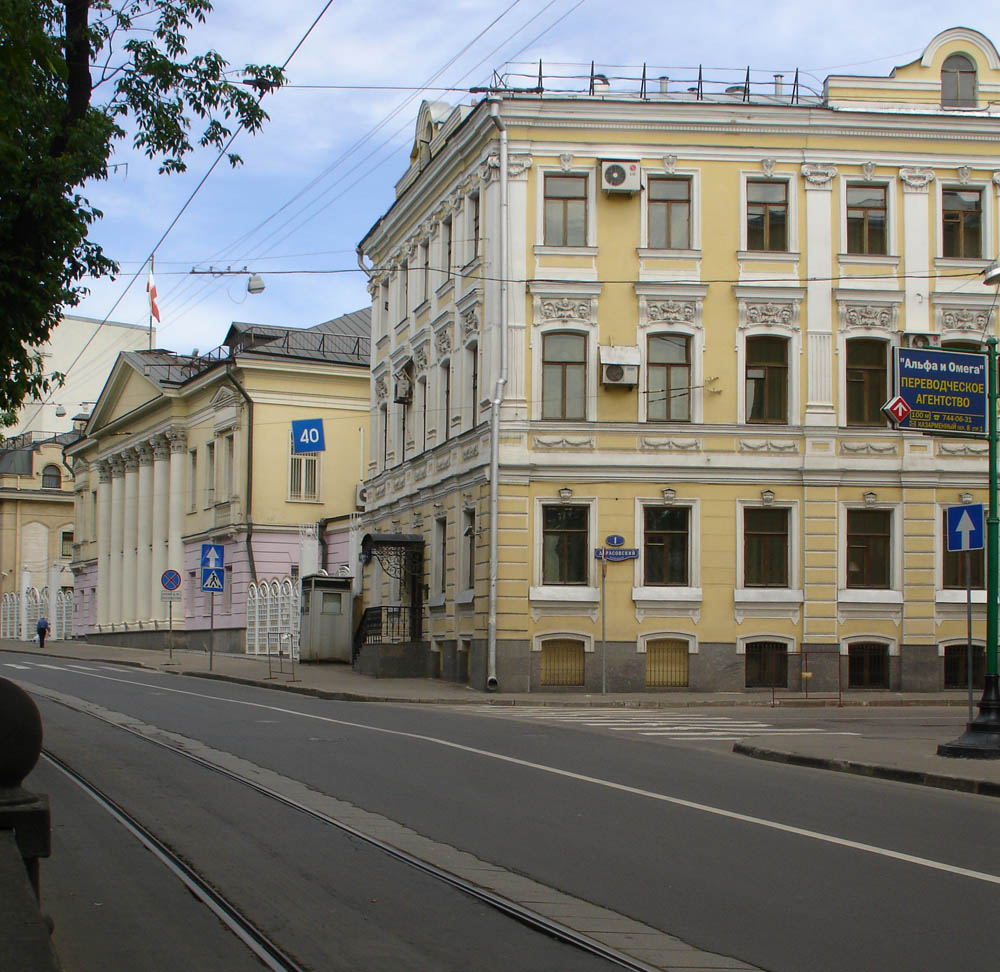
№ 9/1, доходный дом Крестовниковых (арх. Николай Марфин, 1877)

## Памятники
- Памятник Николаю Гавриловичу Чернышевскому. Выполнен скульптором Ю. Г. Неродой и архитектором В. А. Петербуржцевым. Установлен в сквере, ограниченном Покровским бульваром, улицей Покровкой и Лепёхинским тупиком, рядом с Хохловской площадью[14].